# Gestads distrikt
Gestads distrikt är ett distrikt i Vänersborgs kommun och Västra Götalands län.
Distriktet ligger vid Vänern, norr om Vänersborg.

## Tidigare administrativ tillhörighet
Distriktet inrättades 2016 och utgörs av socknen Gestad i Vänersborgs kommun.
Området motsvarar den omfattning Gestads församling hade vid årsskiftet 1999/2000.